# Typhlobolellus fortinus
Typhlobolellus fortinus är en mångfotingart som beskrevs av Shear 1974. Typhlobolellus fortinus ingår i släktet Typhlobolellus och familjen Typhlobolellidae. Inga underarter finns listade i Catalogue of Life.